# 大嶽和久
大嶽和久（おおたけ かずひさ、1947年8月10日 - 2018年8月21日）は、地歌箏曲演奏家で作曲家。
大阪府生まれ。父・菊棚月清、母・菊玉春子より指導をうけ、後に中島絃教、沢井忠夫に師事。
その後NHK邦楽技能者育成会第17期卒業。古典から現代曲、自作品と幅広く活動。
自作品のCD、楽譜など多数発表。

## 楽譜

### 家庭音楽会出版
- 雪のしらべ（箏・十七絃 / 1989年）
- 花詩集（箏二重奏 / 1989年）
- 嵯峨野（箏・三絃 / 1987年）
- 沙羅（箏二重奏 / 1988年）
- 笹舟（箏二重奏 / 1983年）
- 花と風の物語（箏・十七絃・尺八 / 1990年）
- 雪人形の夢（I・II 箏・十七絃・尺八 / 1990年）
- 折鶴（箏二重奏 / 1987年）
- 十和田の秋（箏・十七絃・三絃・尺八 / 1990年）
- 箏協奏曲（独奏箏・箏合奏群 / 1989年）
- 虹色の風（I・II・III 箏・十七絃 / 1991年）
- 月姫伝説（I・II 箏・十七絃・尺八 / 1991年）
- 春一番（箏二重奏 / 1986年）
- 夕影の島（箏・十七絃・三絃 / 1991年）
- 夢幻（箏・十七絃・尺八 / 1991年）
- 星のみずうみ（I・II 箏・十七絃・尺八 / 1992年）
- 浪花絵話（箏・十七絃・三絃・尺八 / 1992年）
- 火の鳥（箏・十七絃 / 1992年）
- 天女の舞（I・II 箏・十七絃 / 1993年）
- 湖上の月（箏・十七絃・尺八 / 1993年）
- 飛鳥（箏・十七絃・尺八 / 1994年）
- 大和路（I・II 箏・十七絃 / 1994年）
- 若草の頃（I・II・III 箏・十七絃 / 1995年）
- 微風（I・II 箏・十七絃 / 1997年）
- 河内の四季（箏・三絃 / 1999年）
- 難波の旅（I・II・III 箏・十七絃 / 1998年）
- オリオンの星（I・II 箏・十七絃・尺八 / 1999年）
- 複協奏曲（尺八・独奏箏・箏合奏群 / 1992年）
- 青い鳥（I・II 箏・十七絃・I・II 尺八 / 2001年）
- 大和川（I・II 箏・十七絃・三絃・尺八 / 2004年）
- 熊野讃景（I・II 箏・十七絃・三絃・尺八 / 2005年）
- 夢さき白鷺（I・II 箏・十七絃・三絃・尺八 / 2010年）
- 糸竹のバラード（箏・十七絃・三絃・尺八 / 2010年）
- 瀬戸内の思い出（I・II 箏・十七絃・三絃・尺八 / 2008年）
- 布留の里（I・II 箏・十七絃・三絃・尺八 / 2012年）
- 誓いのとき（I・II・III 箏・十七絃・尺八 / 2014年）

### 大嶽箏曲学院出版
- 箏曲入門（入門書 / 1981年）
- 天馬（箏独奏曲 / 1978年）
- 流星（箏独奏曲 / 1980年）
- 睦月抄（箏独奏曲 / 1985年）
- 青の幻想（I・II・III 箏・十七絃・尺八 / 1985年）
- さらし協奏曲（独奏箏・箏合奏群 / 1987年）
- 夢三夜（I・II 箏・十七絃 / 1988年）
- 序の舞（I・II 箏・十七絃・I・II 尺八 / 1990年）
- 女形の華（箏・三絃 / 1994年）
- 青空（I・II 箏・十七絃 / 1995年）
- 奥入瀬紀行（I 箏・II 箏・十七絃・尺八 / 1995年）
- 万葉の旅（I・II 箏・十七絃 / 1997年）
- 飛天（箏・尺八 / 1998年）
- 花月（箏・尺八 / 2000年）
- 雷電（箏・三絃 / 2001年）
- 花吹雪（箏独奏曲 / 2002年）
- 風韻詩抄（箏・十七絃・三絃 / 2002年）
- 天河（三絃・十七絃 / 2004年）
- 飛翔（十七絃独奏曲 / 2004年）
- 翠嵐-SUIRAN-（尺八四重奏曲 / 2003年）
- 秋の譚詩（箏・尺八 / 2005年）
- 風色-KAZEIRO-（尺八四重奏曲 / 2006年）
- 爛 -RAN-（尺八二重奏曲 / 2007年）
- 万葉孤悲歌（I・II 箏・十七絃・歌 / 2007年）
- 浪漫歌 I（I・II 箏・十七絃・三絃・尺八 / 2009年）
- 祭り川 II（I・II 箏・十七絃・尺八 / 2010年）
- 彩りの丘（I・II ・III 箏・十七絃 / 2011年）
- 布留の里（I・II 箏・十七絃・三絃・尺八 / 2012年）
- 杜子春 II（I・II 箏・十七絃・三絃・尺八 / 2012年）
- 浪漫歌 II（I・II 箏・十七絃・三絃・尺八 / 2013年）
- 山里の歌（I・II 箏・十七絃・三絃・尺八 / 2013年）
- 弥生の空（I・II 箏・十七絃・三絃・尺八 / 2015年）

## アルバム

### カセット（家庭音楽会）
- 大嶽和久作品集 (NO.1) 花と風の物語・十和田の秋・雪人形の夢・箏協奏曲
- 大嶽和久作品集 (NO.2) 虹色の風・月姫伝説・夢幻・夕影の島
- 大嶽和久作品集 (NO.3) 星のみずうみ・浪花絵話・火の鳥・沙羅
- 大嶽和久作品集 (NO.4) 若草の頃・青い鳥・嵯峨野・オリオンの星
- 大嶽和久作品集 (NO.5) 天女の舞・湖上の月・微風・河内の四季

### CD（大嶽箏曲学院出版部）
- 大嶽和久作品集 (NO.1) 花と風の物語・十和田の秋・雪人形の夢・箏協奏曲
- 大嶽和久作品集 (NO.2) 虹色の風・月姫伝説・夢幻・夕影の島
- 大嶽和久作品集 (NO.3) 星のみずうみ・浪花絵話・火の鳥・沙羅
- 大嶽和久作品集 (NO.4) 若草の頃・青い鳥・嵯峨野・オリオンの星
- 大嶽和久作品集 (NO.5) 天女の舞・湖上の月・微風・河内の四季
- 大嶽和久作品集 (NO.6) 飛天・雪のしらべ・難波の旅・秋の譚詩・花吹雪・大和川
- 大嶽和久作品集 (NO.7) 花月・天河・飛鳥・風韻詩抄・飛翔・熊野讃景